# Eintracht Frankfurt 1998-1999
Questa voce raccoglie le informazioni riguardanti l'Eintracht Frankfurt nelle competizioni ufficiali della stagione 1998-1999.

## Stagione
Nella stagione 1998-1999 l'Eintracht Francoforte, allenato da Horst Ehrmantraut, Reinhold Fanz e Jörg Berger, concluse il campionato di Bundesliga al 15º posto. In Coppa di Germania l'Eintracht Francoforte fu eliminato al secondo turno dallo Stoccarda.

## Rosa
| N. |                               | Ruolo | Calciatore       |
| -- | ----------------------------- | ----- | ---------------- |
| 1  | Macedonia del Nord (bandiera) | P     | Oka Nikolov      |
| 2  | Germania (bandiera)           | C     | Sascha Amstätter |
| 3  | Nigeria (bandiera)            | D     | Donald Agu       |
| 4  | Norvegia (bandiera)           | D     | Tore Pedersen    |
| 5  | Bulgaria (bandiera)           | D     | Petar Hubchev    |
| 6  | Germania (bandiera)           | C     | Thomas Zampach   |
| 7  | Germania (bandiera)           | A     | Thomas Epp       |
| 8  | Germania (bandiera)           | C     | Ralf Weber       |
| 9  | Norvegia (bandiera)           | A     | Jan Åge Fjørtoft |
| 10 | Germania (bandiera)           | C     | Thomas Sobotzik  |
| 11 | Germania (bandiera)           | C     | Marco Gebhardt   |
| 12 | Ungheria (bandiera)           | P     | Zsolt Petry      |
| 13 | Turchia (bandiera)            | D     | Erol Bulut       |
| 14 | Germania (bandiera)           | D     | Uwe Schneider    |
| 15 | Germania (bandiera)           | C     | Bernd Schneider  |
| 16 | Germania (bandiera)           | C     | Olaf Janßen      |
| 17 | Ungheria (bandiera)           | C     | István Pisont    |

| N. |                     | Ruolo | Calciatore             |
| -- | ------------------- | ----- | ---------------------- |
| 18 | Germania (bandiera) | D     | Alexander Kutschera    |
| 19 | Brasile (bandiera)  | C     | Antônio da Silva       |
| 20 | Germania (bandiera) | D     | Uwe Bindewald          |
| 21 | Cina (bandiera)     | A     | Chen Yang              |
| 22 | Turchia (bandiera)  | D     | Burhanettin Kaymak     |
| 23 | Germania (bandiera) | P     | Sven Schmitt           |
| 24 | Germania (bandiera) | C     | Alexander Schur        |
| 25 | Germania (bandiera) | C     | Alexander Rosen        |
| 26 | Serbia (bandiera)   | A     | Damir Stojak           |
| 27 | Albania (bandiera)  | C     | Edi Martini            |
| 29 | Germania (bandiera) | C     | Frank Gerster          |
| 30 | Austria (bandiera)  | A     | Christoph Westerthaler |
| 31 | Nigeria (bandiera)  | A     | Henry Nwosu            |
| 32 | Germania (bandiera) | C     | Ansgar Brinkmann       |
| 33 | Germania (bandiera) | C     | Michael Mutzel         |
| 34 | Germania (bandiera) | C     | Stefan Zinnow          |
| 35 | Francia (bandiera)  | C     | Mourad Bounoua         |

## Organigramma societario
Area tecnica
- Allenatore: Jörg Berger
- Allenatore in seconda:
- Preparatore dei portieri:
- Preparatori atletici:

## Calciomercato

### Sessione estiva
| Acquisti | Acquisti         | Acquisti           | Acquisti |
| R.       | Nome             | da                 | Modalità |
| -------- | ---------------- | ------------------ | -------- |
| A        | Jan Åge Fjørtoft | Barnsley           |          |
| D        | Donald Agu       | Augusta            |          |
| C        | Frank Gerster    | Bayern Monaco      |          |
| A        | Henry Nwosu      | ŁKS                |          |
| D        | Tore Pedersen    | Blackburn          |          |
| P        | Zsolt Petry      | Feyenoord          |          |
| C        | István Pisont    | Beitar Gerusalemme |          |
| C        | Alexander Rosen  | Augusta (juniores) |          |
| C        | Bernd Schneider  | Carl Zeiss Jena    |          |
| D        | Uwe Schneider    | Norimberga         |          |
| A        | Damir Stojak     | Napoli             |          |
| A        | Chen Yang        | Beijing Guoan      |          |

| Cessioni | Cessioni          | Cessioni            | Cessioni |
| R.       | Nome              | a                   | Modalità |
| -------- | ----------------- | ------------------- | -------- |
| C        | Thorsten Flick    | Napoli              |          |
| A        | Urs Güntensperger | Losanna             |          |
| C        | Renato Levy       | Grenchen            |          |
| C        | Alexander Lorenz  | Vikt. Aschaffenburg |          |
| A        | Sead Mehic        | Meppen              |          |
| A        | Jonah Sawieh      | Kocaelispor         |          |
| C        | Dirk Wolf         | St. Pauli           |          |

### Sessione invernale
| Acquisti | Acquisti       | Acquisti          | Acquisti |
| R.       | Nome           | da                | Modalità |
| -------- | -------------- | ----------------- | -------- |
| C        | Mourad Bounoua | Kickers Stoccarda |          |

| Cessioni | Cessioni | Cessioni | Cessioni |
| R.       | Nome     | a        | Modalità |
| -------- | -------- | -------- | -------- |

## Risultati

### Bundesliga

#### Girone di andata
| Arbitro: | Fandel |

|                       |           |              |
| Spies 17’ Hoersen 47’ | Marcatori | 25’ Sobotzik |

| Arbitro: | Strampe |

|                     |           |                                              |
| Schur 10’ Weber 54’ | Marcatori | 35’ Borimirov 60’ Ouakili 75’ (rig.) Winkler |

| Arbitro: | Kemmling |

|                |           |          |
| Pettersson 90’ | Marcatori | 69’ Yang |

| Arbitro: | Aust |

|                      |           |             |
| Brinkmann 89’ (rig.) | Marcatori | 72’ Balăkov |

| Arbitro: | Zerr |

|                            |           |          |
| Preetz 27’, 55’ Tchami 81’ | Marcatori | 14’ Yang |

| Arbitro: | Fröhlich |

|                                 |           |                       |
| Weber 20’, 87’ Westerthaler 77’ | Marcatori | 30’ Polunin 85’ Ćirić |

| Bochum 3 ottobre 1998, ore 15:30 CEST 7ª giornata | Bochum   | 0 – 0 referto | Eintracht Francoforte | Ruhrstadion (26 357 spett.)\| Arbitro: \| Dardenne \| |
| Arbitro:                                          | Dardenne |               |                       |                                                       |

| Arbitro: | Stark |

|                    |           |                                         |
| Yang 24’ Schur 28’ | Marcatori | 54’ Kirsten 75’ Kovač 85’ Reichenberger |

| Arbitro: | Merk |

|                            |           |  |
| Ballwanz 11’ Juskowiak 90’ | Marcatori |  |

| Arbitro: | Weber |

|              |           |  |
| Sobotzik 32’ | Marcatori |  |

| Arbitro: | Jansen |

|                      |           |                            |
| Ehlers 44’ Lange 86’ | Marcatori | 26’ Pedersen 87’ Schneider |

| Arbitro: | Gettke |

|                                    |           |             |
| Schneider 12’ Epp 37’ Gebhardt 89’ | Marcatori | 23’ Wassmer |

| Arbitro: | Zerr |

|  |           |              |
|  | Marcatori | 33’ Sobotzik |

| Arbitro: | Steinborn |

|  |           |                           |
|  | Marcatori | 47’ Herzog 73’ Bogdanović |

| Arbitro: | Berg |

|                                    |           |           |
| Chapuisat 14’ Salou 62’ Möller 74’ | Marcatori | 53’ Weber |

| Arbitro: | Dardenne |

|              |           |                               |
| Fjørtoft 80’ | Marcatori | 21’ van Hoogdalem 38’ Kmetsch |

| Arbitro: | Buchhart |

|                      |           |            |
| Ballack 4’ Ramzy 90’ | Marcatori | 74’ Stojak |

#### Girone di ritorno
| Francoforte sul Meno 19 dicembre 1998, ore 15:30 CET 18ª giornata | Eintracht Francoforte | 0 – 0 referto | Duisburg | Waldstadion (17 000 spett.)\| Arbitro: \| Albrecht \| |
| Arbitro:                                                          | Albrecht              |               |          |                                                       |

| Arbitro: | Krug |

|                                            |           |                  |
| Borimirov 5’ Heldt 15’ Kurz 28’ Hobsch 44’ | Marcatori | 68’ Westerthaler |

| Francoforte sul Meno 27 febbraio 1999, ore 15:30 CET 20ª giornata | Eintracht Francoforte | 0 – 0 referto | Borussia M'gladbach | Waldstadion (38 000 spett.)\| Arbitro: \| Fröhlich \| |
| Arbitro:                                                          | Fröhlich              |               |                     |                                                       |

| Arbitro: | Fleischer |

|                         |           |  |
| Balăkov 40’ Carnell 90’ | Marcatori |  |

| Arbitro: | Aust |

|          |           |                |
| Yang 73’ | Marcatori | 59’ Sverrisson |

| Arbitro: | Krug |

|                    |           |              |
| Kuka 20’ Ćirić 79’ | Marcatori | 9’, 62’ Yang |

| Arbitro: | Koop |

|              |           |  |
| Fjørtoft 86’ | Marcatori |  |

| Arbitro: | Wack |

|                  |           |             |
| Kirsten 25’, 29’ | Marcatori | 64’ Zampach |

| Arbitro: | Stark |

|  |           |                 |
|  | Marcatori | 5’ (aut.) Schur |

| Arbitro: | Jansen |

|                                             |           |              |
| Bindewald 27’ (aut.) Zickler 34’ Strunz 72’ | Marcatori | 80’ Fjørtoft |

| Arbitro: | Heynemann |

|                                |           |                      |
| Schneider 54’ Westerthaler 90’ | Marcatori | 42’ Wibrån 69’ Agali |

| Arbitro: | Merk |

|                              |           |  |
| Slimane 29’ K'obiashvili 48’ | Marcatori |  |

| Arbitro: | Albrecht |

|                    |           |                       |
| Schur 24’ Yang 42’ | Marcatori | 73’ Yeboah 90’ Hoogma |

| Arbitro: | Fleischer |

|          |           |                        |
| Bode 72’ | Marcatori | 55’ Schur 70’ Sobotzik |

| Arbitro: | Strampe |

|                           |           |  |
| Fjørtoft 40’ Sobotzik 49’ | Marcatori |  |

| Arbitro: | Merk |

|                       |           |                                             |
| Held 6’ Mandıralı 15’ | Marcatori | 25’ Fjørtoft 54’ (rig.) Sobotzik 75’ Janßen |

| Arbitro: | Jansen |

|                                                               |           |                       |
| Yang 46’ Sobotzik 70’ Gebhardt 80’ Schneider 82’ Fjørtoft 89’ | Marcatori | 68’ (rig.) Schjønberg |

### Coppa di Germania
| Arbitro: | Fröhlich |

|              |           |                                                                     |
| Scheller 89’ | Marcatori | 45’ Sobotzik 61’ Pisont 72’ Yang 78’ Gebhardt 80’, 84’ Westerthaler |

| Arbitro: | Krug |

|                                       |           |                    |
| Đorđević 17’ Lisztes 45’ Spanring 90’ | Marcatori | 48’, 50’ Schneider |

## Statistiche

### Statistiche di squadra
| Competizione      | Punti | In casa | In casa | In casa | In casa | In casa | In casa | In trasferta | In trasferta | In trasferta | In trasferta | In trasferta | In trasferta | Totale | Totale | Totale | Totale | Totale | Totale | DR  |
| Competizione      | Punti | G       | V       | N       | P       | Gf      | Gs      | G            | V            | N            | P            | Gf           | Gs           | G      | V      | N      | P      | Gf     | Gs     | DR  |
| ----------------- | ----- | ------- | ------- | ------- | ------- | ------- | ------- | ------------ | ------------ | ------------ | ------------ | ------------ | ------------ | ------ | ------ | ------ | ------ | ------ | ------ | --- |
| Bundesliga        | 37    | 17      | 6       | 6       | 5       | 26      | 21      | 17           | 3            | 4            | 10           | 18           | 33           | 34     | 9      | 10     | 15     | 44     | 54     | -10 |
| Coppa di Germania | -     | 0       | 0       | 0       | 0       | 0       | 0       | 2            | 1            | 0            | 1            | 8            | 4            | 2      | 1      | 0      | 1      | 8      | 4      | +4  |
| Totale            | 37    | 17      | 6       | 6       | 5       | 26      | 21      | 19           | 4            | 4            | 11           | 26           | 37           | 36     | 10     | 10     | 16     | 52     | 58     | -6  |

### Andamento in campionato
| Giornata  | 1  | 2  | 3  | 4  | 5  | 6  | 7  | 8  | 9  | 10 | 11 | 12 | 13 | 14 | 15 | 16 | 17 | 18 | 19 | 20 | 21 | 22 | 23 | 24 | 25 | 26 | 27 | 28 | 29 | 30 | 31 | 32 | 33 | 34 |
| --------- | -- | -- | -- | -- | -- | -- | -- | -- | -- | -- | -- | -- | -- | -- | -- | -- | -- | -- | -- | -- | -- | -- | -- | -- | -- | -- | -- | -- | -- | -- | -- | -- | -- | -- |
| Luogo     | T  | C  | T  | C  | T  | C  | T  | C  | T  | C  | T  | C  | T  | C  | T  | C  | T  | C  | T  | C  | T  | C  | T  | C  | T  | C  | T  | C  | T  | C  | T  | C  | T  | C  |
| Risultato | P  | P  | N  | N  | P  | V  | N  | P  | P  | V  | N  | V  | V  | P  | P  | P  | P  | N  | P  | N  | P  | N  | N  | V  | P  | P  | P  | N  | P  | N  | V  | V  | V  | V  |
| Posizione | 11 | 16 | 16 | 17 | 18 | 15 | 15 | 15 | 16 | 15 | 15 | 12 | 11 | 11 | 13 | 15 | 15 | 15 | 16 | 15 | 16 | 15 | 15 | 15 | 16 | 16 | 17 | 17 | 17 | 17 | 17 | 16 | 16 | 15 |

Legenda:

Luogo: C = Casa; T = Trasferta. Risultato: V = Vittoria; N = Pareggio; P = Sconfitta.

### Statistiche dei giocatori
| Giocatore       | Bundesliga | Bundesliga | Bundesliga  | Bundesliga | Coppa di Germania | Coppa di Germania | Coppa di Germania | Coppa di Germania | Totale   | Totale | Totale      | Totale     |
| Giocatore       | Presenze   | Reti       | Ammonizioni | Espulsioni | Presenze          | Reti              | Ammonizioni       | Espulsioni        | Presenze | Reti   | Ammonizioni | Espulsioni |
| --------------- | ---------- | ---------- | ----------- | ---------- | ----------------- | ----------------- | ----------------- | ----------------- | -------- | ------ | ----------- | ---------- |
| D. Agu          | 0          | 0          | 0           | 0          | 0                 | 0                 | 0                 | 0                 | 0        | 0      | 0           | 0          |
| S. Amstätter    | 2          | 0          | 2           | 0          | 0                 | 0                 | 0                 | 0                 | 2        | 0      | 2           | 0          |
| U. Bindewald    | 32         | 0          | 9           | 1          | 2                 | 0                 | 0                 | 0                 | 34       | 0      | 9           | 1          |
| M. Bounoua      | 7          | 0          | 1           | 0          | 0                 | 0                 | 0                 | 0                 | 7        | 0      | 1           | 0          |
| A. Brinkmann    | 29         | 1          | 5           | 0          | 2                 | 0                 | 0                 | 0                 | 31       | 1      | 5           | 0          |
| E. Bulut        | 0          | 0          | 0           | 0          | 0                 | 0                 | 0                 | 0                 | 0        | 0      | 0           | 0          |
| T. Epp          | 9          | 1          | 0           | 0          | 1                 | 0                 | 0                 | 0                 | 10       | 1      | 0           | 0          |
| J. Fjørtoft     | 17         | 6          | 2           | 0          | 0                 | 0                 | 0                 | 0                 | 17       | 6      | 2           | 0          |
| T. Flick        | 1          | 0          | 0           | 0          | 0                 | 0                 | 0                 | 0                 | 1        | 0      | 0           | 0          |
| M. Gebhardt     | 17         | 2          | 4           | 0          | 2                 | 1                 | 0                 | 0                 | 19       | 3      | 4           | 0          |
| F. Gerster      | 1          | 0          | 0           | 0          | 0                 | 0                 | 0                 | 0                 | 1        | 0      | 0           | 0          |
| P. Hubchev      | 27         | 0          | 3           | 1          | 1                 | 0                 | 0                 | 0                 | 28       | 0      | 3           | 1          |
| O. Janßen       | 16         | 1          | 3           | 0          | 0                 | 0                 | 0                 | 0                 | 16       | 1      | 3           | 0          |
| B. Kaymak       | 8          | 0          | 2           | 0          | 1                 | 0                 | 0                 | 0                 | 9        | 0      | 2           | 0          |
| A. Kutschera    | 29         | 0          | 1           | 0          | 2                 | 0                 | 0                 | 0                 | 31       | 0      | 1           | 0          |
| E. Martini      | 0          | 0          | 0           | 0          | 0                 | 0                 | 0                 | 0                 | 0        | 0      | 0           | 0          |
| M. Mutzel       | 0          | 0          | 0           | 0          | 0                 | 0                 | 0                 | 0                 | 0        | 0      | 0           | 0          |
| O. Nikolov      | 34         | 0          | 1           | 0          | 2                 | 0                 | 0                 | 0                 | 36       | 0      | 1           | 0          |
| H. Nwosu        | 4          | 0          | 0           | 0          | 0                 | 0                 | 0                 | 0                 | 4        | 0      | 0           | 0          |
| T. Pedersen     | 20         | 1          | 5           | 1          | 0                 | 0                 | 0                 | 0                 | 20       | 1      | 5           | 1          |
| Z. Petry        | 0          | 0          | 0           | 0          | 0                 | 0                 | 0                 | 0                 | 0        | 0      | 0           | 0          |
| I. Pisont       | 17         | 0          | 0           | 0          | 2                 | 1                 | 0                 | 0                 | 19       | 1      | 0           | 0          |
| A. Rosen        | 1          | 0          | 0           | 0          | 0                 | 0                 | 0                 | 0                 | 1        | 0      | 0           | 0          |
| S. Schmitt      | 0          | 0          | 0           | 0          | 0                 | 0                 | 0                 | 0                 | 0        | 0      | 0           | 0          |
| B. Schneider    | 33         | 4          | 8           | 0          | 2                 | 2                 | 0                 | 0                 | 35       | 6      | 8           | 0          |
| U. Schneider    | 9          | 0          | 1           | 0          | 0                 | 0                 | 0                 | 0                 | 9        | 0      | 1           | 0          |
| A. Schur        | 30         | 4          | 13          | 0          | 2                 | 0                 | 0                 | 0                 | 32       | 4      | 13          | 0          |
| A. Silva        | 0          | 0          | 0           | 0          | 0                 | 0                 | 0                 | 0                 | 0        | 0      | 0           | 0          |
| T. Sobotzik     | 30         | 7          | 3           | 1          | 1                 | 1                 | 0                 | 0                 | 31       | 8      | 3           | 1          |
| D. Stojak       | 9          | 1          | 0           | 0          | 0                 | 0                 | 0                 | 0                 | 9        | 1      | 0           | 0          |
| R. Weber        | 20         | 4          | 3           | 0          | 2                 | 0                 | 0                 | 0                 | 22       | 4      | 3           | 0          |
| C. Westerthaler | 27         | 3          | 1           | 0          | 2                 | 2                 | 0                 | 0                 | 29       | 5      | 1           | 0          |
| C. Yang         | 23         | 8          | 4           | 0          | 2                 | 1                 | 0                 | 0                 | 25       | 9      | 4           | 0          |
| T. Zampach      | 20         | 1          | 2           | 0          | 2                 | 0                 | 1                 | 0                 | 22       | 1      | 3           | 0          |
| S. Zinnow       | 1          | 0          | 0           | 0          | 0                 | 0                 | 0                 | 0                 | 1        | 0      | 0           | 0          |